# Máy đo lực căng
Máy đo lực căng là một dụng cụ được các nhà địa vật lý sử dụng để đo lường sự biến dạng của Trái đất. Máy đo độ căng tuyến tính đo sự thay đổi khoảng cách giữa hai điểm, sử dụng một vật liệu rắn (trên một khoảng cách ngắn) hoặc giao thoa kế laser (trên một khoảng cách dài, lên đến vài trăm mét). Loại máy này sử dụng tiêu chuẩn chiều dài rắn được Benioff phát minh vào năm 1932, sử dụng ống sắt; dụng cụ sau này sử dụng que làm bằng thạch anh nung chảy. Các thiết bị hiện đại thuộc loại này có thể thực hiện các phép đo thay đổi chiều dài trong khoảng cách rất nhỏ và thường được đặt trong các lỗ khoan để đo các thay đổi nhỏ trong đường kính của lỗ khoan. Một loại dụng cụ khoan lỗ khác phát hiện những thay đổi trong một thể tích chứa đầy chất lỏng (như dầu silicon). Loại phổ biến nhất là giãn nở kế phát minh bởi Sacks và Evertson ở Mỹ (bằng sáng chế 3.635.076) một thiết kế sử dụng các thể tích có hình dạng đặc biệt để đo lực căng đã được Sakata phát triển tại Nhật Bản.
Tất cả các loại máy đo lực căng này có thể đo độ biến dạng theo tần số từ vài Hz đến các khoảng thời gian ngày, tháng và năm. Điều này cho phép họ đo tín hiệu ở tần số thấp hơn mức có thể được phát hiện bằng máy đo địa chấn. Hầu hết các bản ghi của máy đo lực căng cho thấy tín hiệu từ thủy triều và sóng địa chấn từ động đất. Ở những khoảng thời gian dài hơn, họ cũng có thể ghi lại sự tích lũy dần dần của ứng suất (vật lý) gây ra bởi kiến tạo mảng, giải phóng ứng suất này trong các trận động đất và những thay đổi nhanh chóng của ứng suất sau động đất.
Mạng lưới rộng nhất của máy đo lực căng được lắp đặt tại Nhật Bản; nó bao gồm hầu hết các dụng cụ làm bằng thanh thạch anh trong các đường hầm và máy đo lỗ khoan, với một vài dụng cụ laser. Bắt đầu từ năm 2003, đã có một nỗ lực lớn (Đài quan sát Ranh giới mảng) để lắp đặt nhiều máy đo độ căng dọc theo ranh giới mảng Thái Bình Dương / Bắc Mỹ ở Hoa Kỳ. Mục đích là để cài đặt khoảng 100 máy đo độ sâu lỗ khoan, chủ yếu ở Washington, Oregon và California, và năm máy đo laser, tất cả đều ở California.